# Hedysarum brachypterum
Hedysarum brachypterum är en ärtväxtart som beskrevs av Aleksandr Andrejevitj Bunge. Hedysarum brachypterum ingår i släktet buskväpplingar, och familjen ärtväxter. Inga underarter finns listade i Catalogue of Life.